# Эхрем
Эхре́м (перс. اهرم‎) — город на юге Ирана, в провинции Бушир. Административный центр шахрестана Тенгестан.

## География
Город находится в центральной части Бушира, на равнине Гермсир, между побережьем Персидского залива и хребтами юго-западного Загроса, на высоте 66 метров над уровнем моря.
Эхрем расположен на расстоянии приблизительно 40 километров к востоку от Бушира, административного центра провинции и на расстоянии 750 километров к югу от Тегерана, столицы страны.

## Население
По данным переписи 2006 года численность населения составляла 12 182 человек; в национальном составе преобладают персы, в конфессиональном — мусульмане-шииты.